# 국립극장 (브르노)

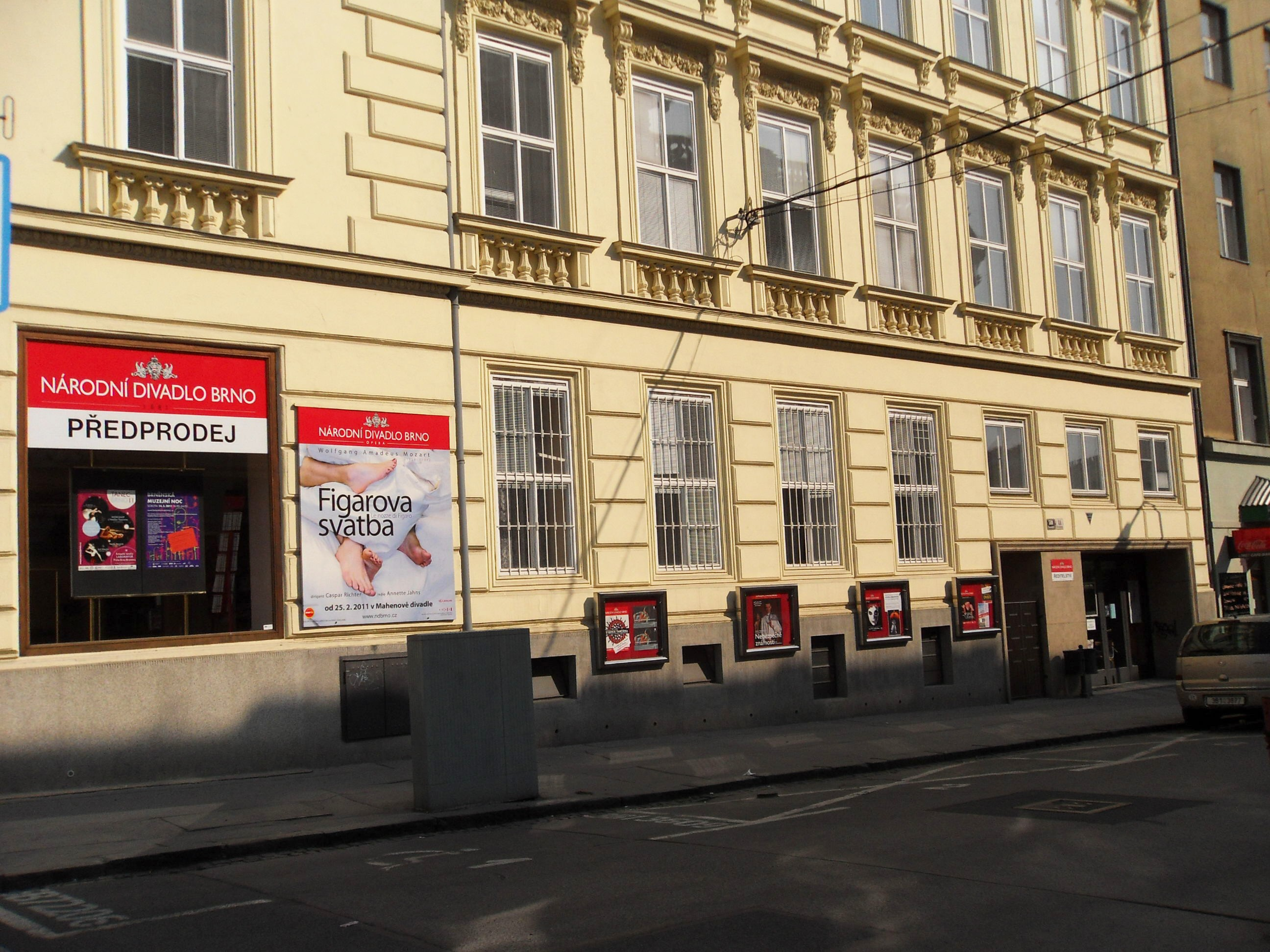
국립극장 본부

국립극장(체코어: Národní divadlo Brno)은 체코 브르노에 위치한 국립 극장이다. 다음 세 개의 극장으로 나뉜다.
- 마헨 극장
- 야나체크 극장
- 레두타 극장